# Bibliothek Luis Ángel Arango
Die Bibliothek Luis Ángel Arango ist eine öffentliche Bibliothek in Bogotá, Kolumbien.

## Geschichte
Als die Banco de la República 1923 gegründet wurde, erhielt sie von der Junta de Conversión, die bis dahin für den Austausch des Papiergeldes durch goldgedeckte Banknoten zuständig war, eine kleine Sammlung des Diario Oficial (Amtsblatt des Staates) sowie Bücher zu wirtschaftlichen Themen, Finanzberichte und juristische Publikationen. Im Gebäude Pedro A. López, dem damaligen Sitz der Bank (heute Sitz des Landwirtschaftsministeriums), wurde eine kleine Bibliothek für die Mitarbeiter der Bank eingerichtet.
Die Sammlung wuchs langsam, und 1932 wurde der erste Bibliothekar ernannt. Ein Jahr später wurde in der Zeitschrift der Bank folgende Mitteilung veröffentlicht: „In dem Bestreben, das Wirtschaftsstudium zu fördern, hat die Banco de la República beschlossen, die Bibliothek des Instituts, die in geräumigen und komfortablen Räumlichkeiten untergebracht und mit Büchern und Zeitschriften gut ausgestattet ist, in den Dienst der Studenten und der an diesen Themen Interessierten zu stellen. Zu diesem Zweck wird die Bibliothek ab dem 3. Juli jeden Tag (außer samstags und an Feiertagen) von 14 Uhr bis 16 Uhr 30 für die Öffentlichkeit zugänglich sein“. Die Bibliothek umfasste bald 10.000 Bände, vor allem zu den Themen Bankwesen, in- und ausländische Gesetzgebung, politische Ökonomie, öffentliche Finanzen und Wirtschaft.

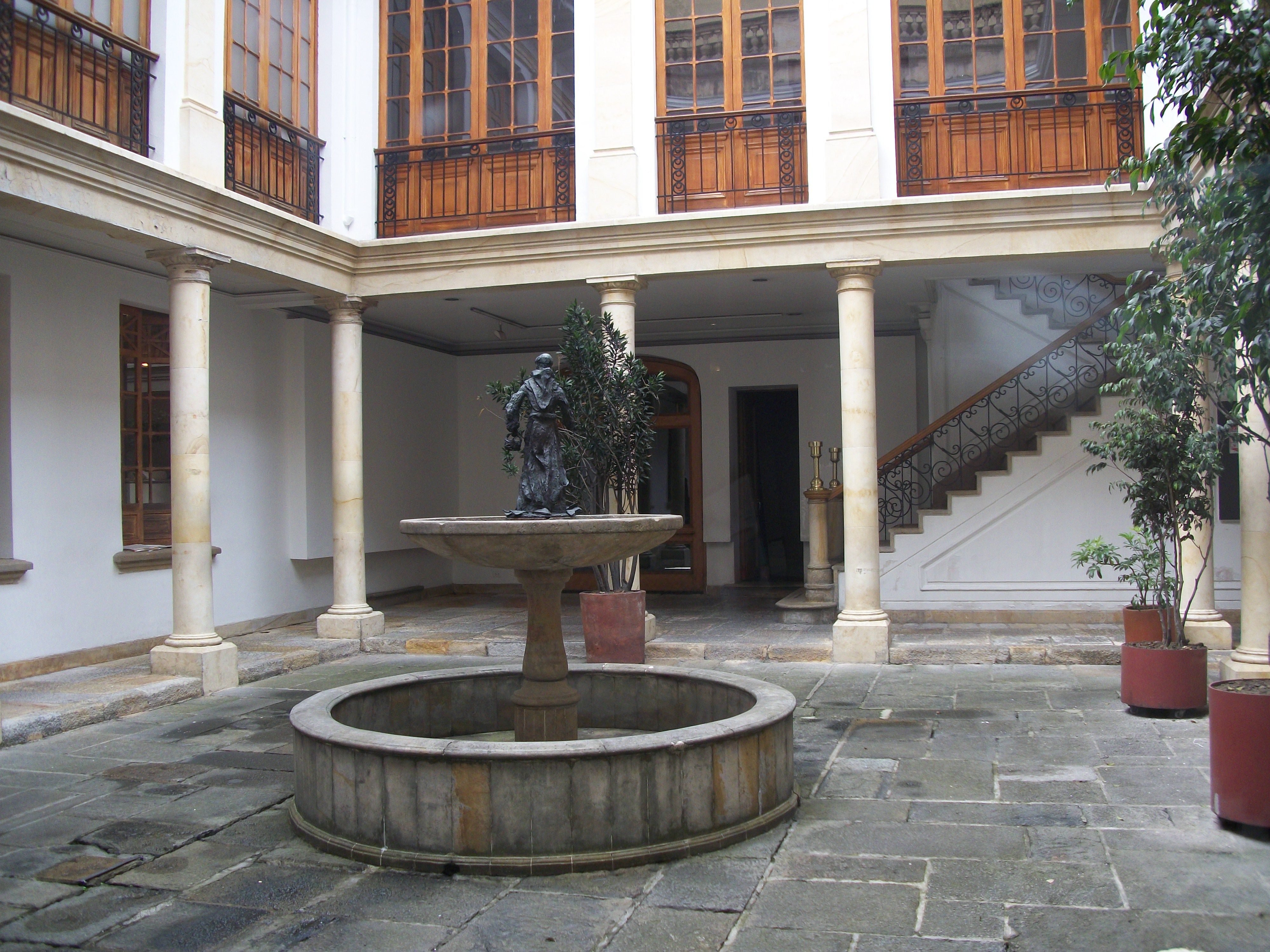
Innenhof des Hauses der Republik, integriert in die Nordseite der Bibliothek

1944 kaufte die Banco de la República die erste Privatbibliothek von Laureano García Ortiz, zu deren 30.000 Bänden nationaler Geschichte und Literatur, Zeitungen und Zeitschriften auch Manuskripte der Helden von Neo-Granada gehörten. Später erwarb sie u. a. die von Carlos Lozano y Lozano, Luis Rueda Concha, Leopoldo Borda Roldán und Jorge Soto del Corral. Es wurde ein Lesesaal mit 25 Plätzen eingerichtet, eine erste Katalogisierung vorgenommen, die in zwei Bänden 1949 veröffentlicht wurde – die Bibliothek wurde zu einer öffentlichen Bibliothek.
1955 begann Luis Ángel Arango, der Generaldirektor der Bank, mit dem Bau eines Gebäudes, das die öffentliche Bibliothek beherbergen und als Dienstleistung für die Stadt nutzbar machen sollte; das Projekt wurde dem Architekturbüro Esguerra Sáenz Urdaneta Samper übertragen. Am 20. Februar 1958 wurde es unter der Leitung von Jaime Duarte French auf den Namen Luis Ángel Arango eingeweiht – zu Ehren des 1957 verstorbenen Förderers dieses Kulturprojekts. Ursprünglich hatte es ein Platzangebot für 250 Personen, einen Ausstellungssaal und einen Saal für musikalische Vorführungen. Im selben Monat begann die Herausgabe des kulturellen und bibliografischen Bulletins als offizielles Organ der Bibliothek.
Um die Nachfrage der Benutzer zu befriedigen, wurde 1965 die erste Erweiterung der Einrichtungen durchgeführt, die die Kapazität verdoppelte und die Eröffnung des Kolumbien-Saals und der Kartenbibliothek sowie der ersten Kabinen für Forscher ermöglichte. Sie umfasste den Bau des vom Büro Esguerra Sáenz Urdaneta Samper entworfenen Konzertsaals mit 367 Sitzplätzen und einer Pfeifenorgel sowie die Eröffnung eines neuen Ausstellungsraums, die Erweiterung des Bücherdepots und die Verbesserung der technischen und administrativen Bereiche.
1979 wurden neue Dienstleistungen angeboten: Am 18. Januar wurde die Zeitungsbibliothek als eigenständige Abteilung in dem Gebäude eingeweiht, das bis 1948 Sitz des erzbischöflichen Palastes und danach bis 1978 Sitz des Obersten Gerichtshofes war; der „Portón de los Libros“, ein Ort der informellen Lektüre und der Vermarktung von Publikationen der Banco de la República; das Haus der Republik wurde restauriert und 1979 wurde dort das damalige Museum für religiöse Kunst eingeweiht, dessen Sammlungen heute Teil der ständigen Sammlung der Bank sind.
Im Rahmen der Kulturpolitik der Banco de la República wurden in den 1980er Jahren in einigen ihrer Filialen Bibliotheken eingerichtet: Manizales (1981), Cartagena (1981), Girardot (1981), Riohacha (1981), Pasto (1981), Pereira (1983), Tunja (1983), Ipiales (1984), Ibagué (1984), Armenia (1986), Leticia (1986) und Quibdó (1987), die den Charakter von öffentlichen Bibliotheken haben.

### Systematisierung

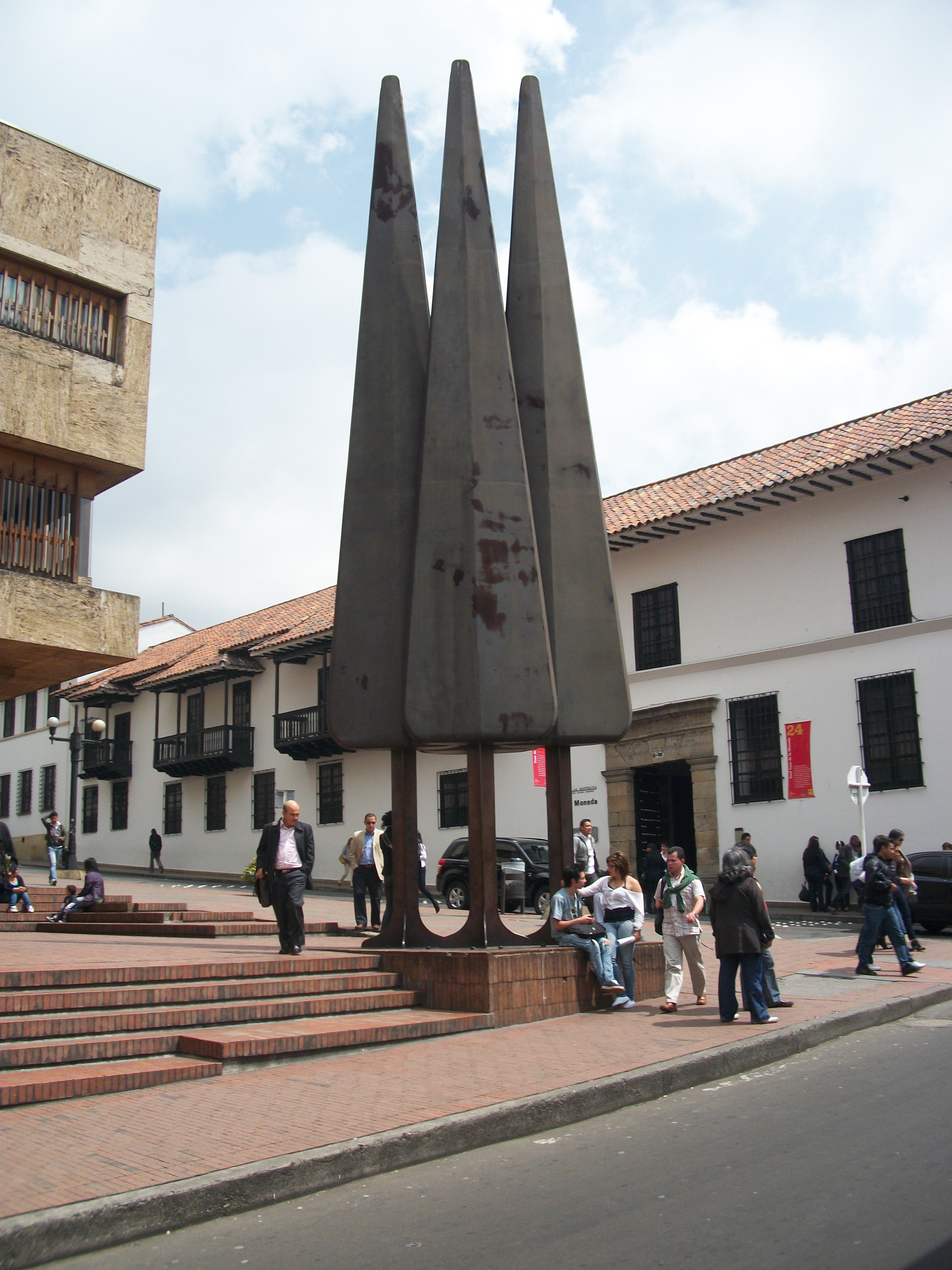
„Kulturwald“, Skulptur an der Südwestseite

1983 ging der stellvertretende Kulturdirektor Jaime Duarte French in den Ruhestand, und Lina Espitaleta de Villegas übernahm die Leitung der Bibliothek, zu einer Zeit, in der Studien zur Erweiterung der Bibliothek durchgeführt wurden. Das Projekt wurde genehmigt, und am 5. Mai 1990 wurde die Bibliothek mit 44.000 m² Informations- und Kulturfläche wiedereröffnet. In diesem Gebäudekomplex war auch die Zeitungsbibliothek untergebracht, die 1996 in das Ausstellungshaus umzog, das seither als solches genutzt wird.
Die Bibliothek bemühte sich, die neuesten Entwicklungen im Bereich der Bibliotheksinformatik zu übernehmen, und systematisierte das Angebot mit dem EDV-System NOTIS (Northwestern On-line Total Integrated System), das 1986 angeschafft wurde und bereits 200.000 Datensätze enthielt, als es 1990 der Öffentlichkeit zugänglich gemacht wurde. Es ermöglicht Zugriff auf die bibliographischen Informationen ihrer gesamten Sammlung und die anderer lokaler und nationaler Einrichtungen, die an ihre Datenbank angeschlossen wurden. 1998 umfasste der Bestand 780.000 Datensätze.
In dieser Zeit begann die Bibliothek auch, Zugang zu anderen Datenbanken wie etwa Juriscol (eine Sammlung kolumbianischer Rechtsprechung) und anderen Dienstleistungen wie Fachinformationen, CD-ROMs und zum Internet anzubieten. Seit 1995 und unter der Leitung von Jorge Orlando Melo wurde der Erwerb neuer Sammlungen, die Nutzung über das Internet und die Schaffung einer virtuellen Bibliothek, die es ermöglicht, vollständige Texte über das kolumbianische Kulturerbe zu erhalten, stark vorangetrieben.
Die virtuelle Bibliothek enthält derzeit mehr als 80.000 Text-, Ton- und Videodateien in einer Sammlung von 860 vollständigen Büchern, 4.700 Zeitschriftenartikeln, 815 Biografien von Persönlichkeiten und eine große Anzahl von interaktiven Seiten für Kinder und zu kunstbezogenen Themen.

## Hauptsitz in Bogotá

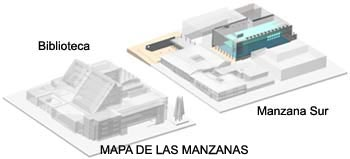
Kulturkomplex der Banco de la República, zu dem auch die Bibliothek Luis Ángel Arango in Bogotá gehört

Die Bibliothek Luis Ángel Arango verfügt über zwei Zweigstellen in Bogotá: die traditionelle, 1958 eingeweihte Filiale befindet sich im Viertel La Candelaria im historischen Zentrum, das wiederum in zwei Blöcke unterteilt ist: Nord und Süd. Die zweite Filiale befindet sich im Norden von Bogotá und ist die Bibliothek Alfonso Palacio Rudas/Casa Gómez Campuzano.
Sie ist das größte Bibliotheks- und Kulturzentrum des Landes, obwohl sie nicht Teil des BibloRed-Netzes der öffentlichen Bibliotheken ist, da sie nicht vom Stadtrat verwaltet wird. Sie verfügt auch über ein Online-Ausleihsystem, das die Lieferung von Publikationen nach Hause ermöglicht.

### Nordblock
Der Kulturkomplex erstreckt sich über zwei Häuserblocks und nimmt eine Fläche von mehr als 45.000 m² ein. Der nördliche Block beherbergt die Bibliothek, die aus elf Lesesälen besteht (Raum für grundlegende Sammlungen, Raum für Kartenbibliothek, Raum für Forscher, Raum für Zeitungsbibliothek, Raum für Wissenschaft und Technik, Raum für Wirtschaftswissenschaften, Raum für Kunst und Geisteswissenschaften, Raum für Rechtswissenschaften, Raum für Sprachen, Raum für audiovisuelle Medien, Raum für Musik), sowie einen bibliografischen Ausstellungsraum, das Haus der Republik (für Kunstausstellungen), mehrere Konferenzräume und der Konzertsaal, der 1966 mit dem Nationalen Architekturpreis ausgezeichnet und 2010 zum Bien de Interés Cultural Nacional (nationales Kulturgut Kolumbiens) erklärt wurde.

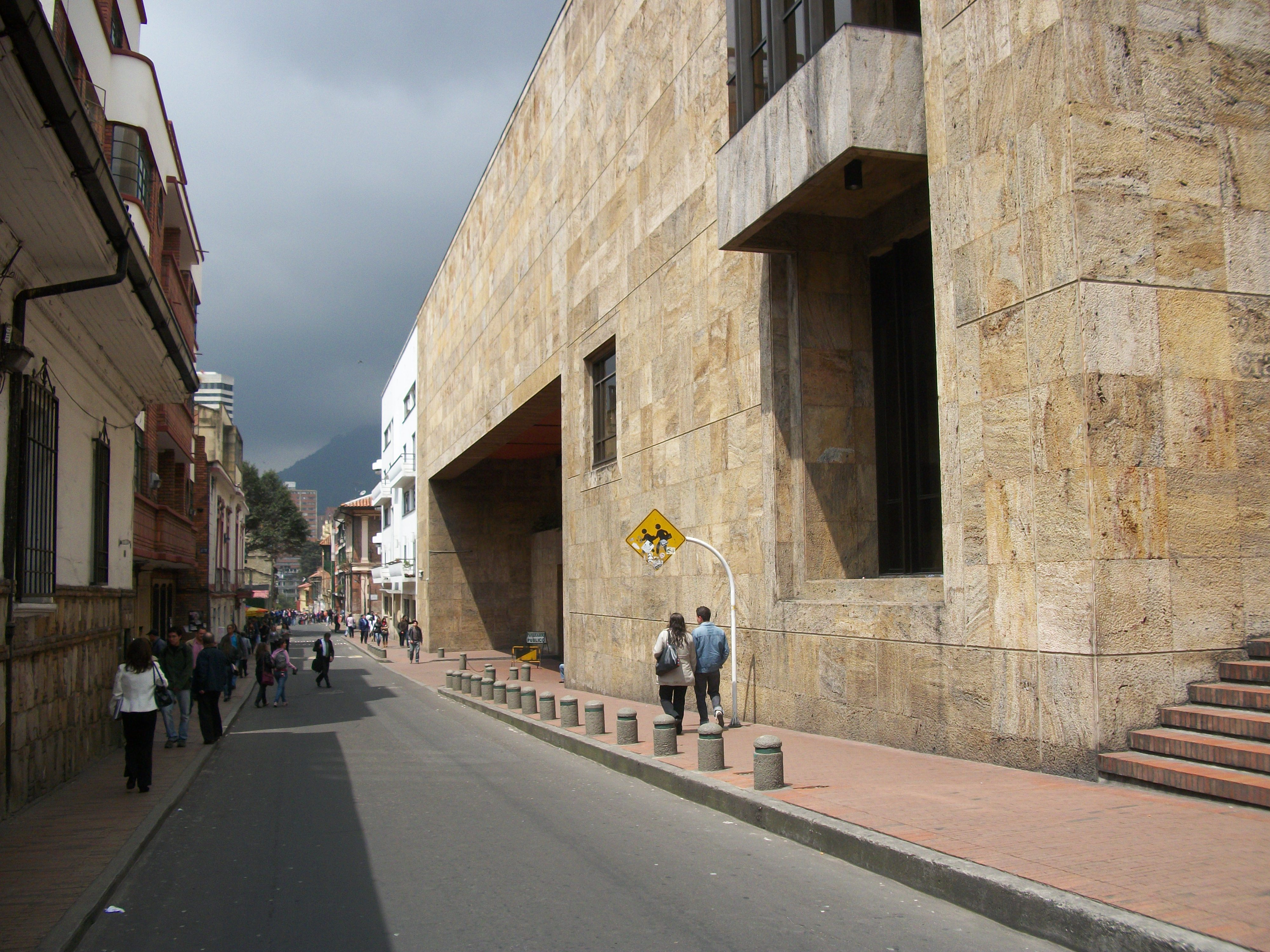
Westseite des Nordblocks

Die Bibliothek verfügt über rund 2.000 Leseplätze und eine Sammlung von etwa 2.500.000 Bänden, die fast alle Bücher umfasst, die im 19. und 20. Der Bestand der Bibliothek wächst jährlich um etwa 120.000 Titel, einschließlich Ankäufe und Schenkungen. Der Schwerpunkt der Erwerbungen liegt (neben dem Kauf aller in Kolumbien erschienenen Werke) auf einem großen Anteil wichtiger humanistischer und wissenschaftlicher Werke, die in Lateinamerika, den Vereinigten Staaten, Frankreich, Spanien, Deutschland und Italien erschienen sind, darunter mehrere Erstausgaben. Die Bibliothek versucht, alle wichtigen literarischen Werke in spanischer Sprache sowie Originalausgaben europäischer und nordamerikanischer Autoren zu erwerben.

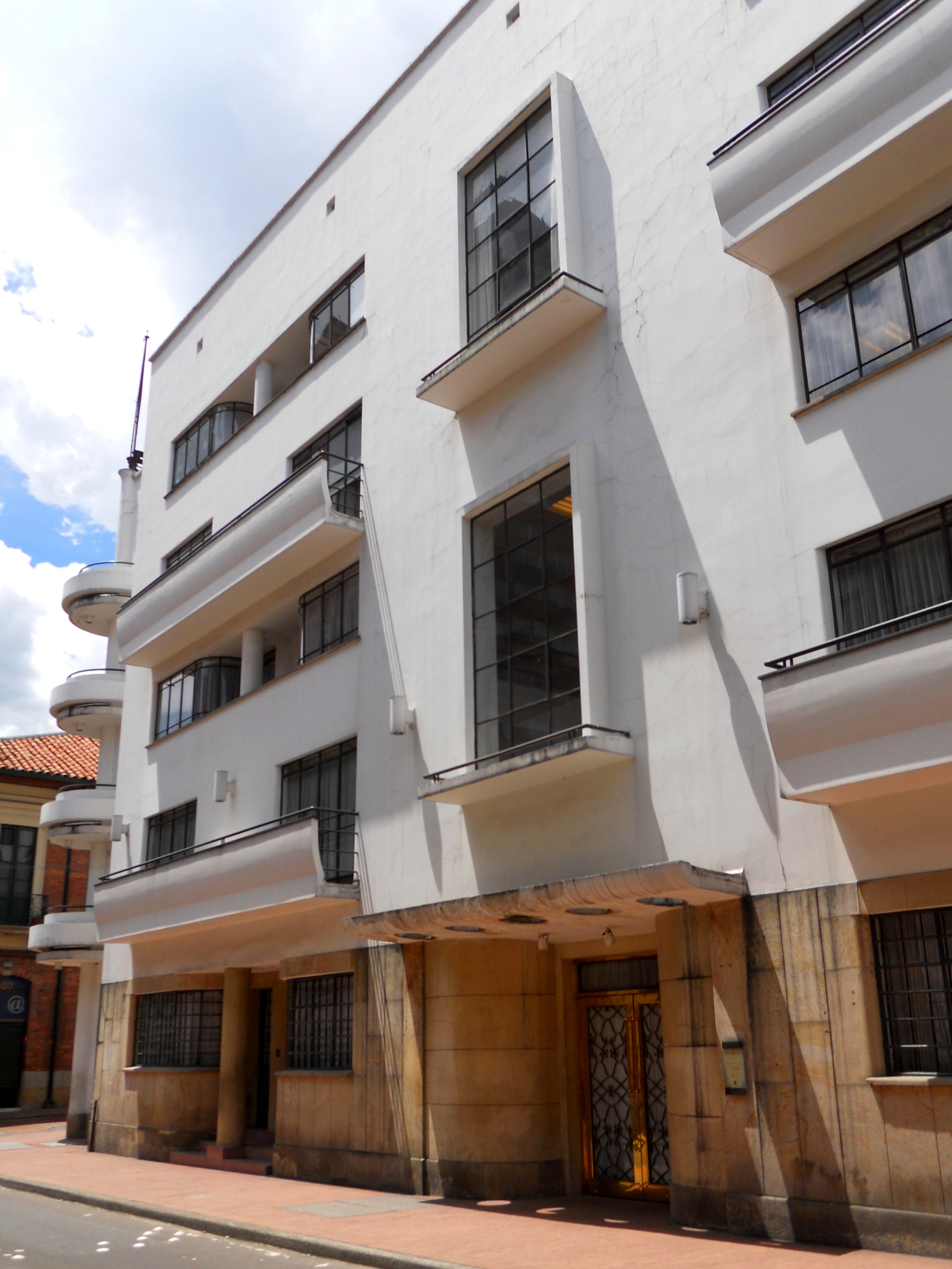
Westfassade des Vengoechea-Gebäudes

Darüber hinaus verfügt sie über eine Sammlung audiovisuellen Materials mit mehr als 20.000 Filmtiteln und eine umfangreiche Sammlung alter Fotografien (Daguerreotypien, Ferrotypien, Ambrotypien usw.). Die Abteilung für seltene Bücher und Manuskripte umfasst 37 universelle Inkunabeln (gedruckt bis 1500), mehrere italienische Inkunabeln (bis 1510) und spanische Inkunabeln (bis 1530), Aldine- und Elzevirian-Ausgaben, mehrere frühe kolumbianische Drucke, die so genannten „kolumbianischen Inkunabeln“ (Bücher, die zwischen 1738 und 1800 im Land veröffentlicht wurden), eine Sammlung historischer Archive (z. B. das Geschäfts- und Privatarchiv von Tomás Cipriano de Mosquera) und zahlreiche Privatsammlungen, die in die allgemeine Sammlung und die Sammlung seltener Bücher und Handschriften integriert sind, wie z. B. die von Laureano García Ortiz und Alfonso Palacio Rudas, mit jeweils fast 40.000 Exemplaren.
Sie verfügt über elf Fachsäle, die nach Wissensgebieten gegliedert sind: Musik, Geografie, Sozialwissenschaften, Wirtschaft, Kunst und Geisteswissenschaften, audiovisuelle Medien, Verfassungsrecht, seltene Bücher und Manuskripte, Wissenschaft und Technologie sowie nach der Art des Materials: Zeitungsbibliothek Luis López de Mesa, Allgemeiner Saal, Kartenbibliothek und Nachschlagewerkssaal. Vor kurzem wurden zwei neue Räume eröffnet, ein Raum für Sprachunterricht und ein moderner audiovisueller Raum, der dank einer Spende der japanischen Regierung eingerichtet wurde.
Das 1939 von den Architekten Manuel de Vengoechea und Ricardo Ribas errichtete Vengoechea-Gebäude steht am südwestlichen Ende des Komplexes, an der Kreuzung von Carrera Quinta und Calle Doce. Es beherbergt den Verwaltungsbereich der Bibliothek.

#### Jüngste Anschaffungen
Zwischen 2007 und 2023 hat die Bibliothek Luis Ángel Arango mehrere Privatkollektionen von großer Bedeutung in ihre Sammlung aufgenommen:

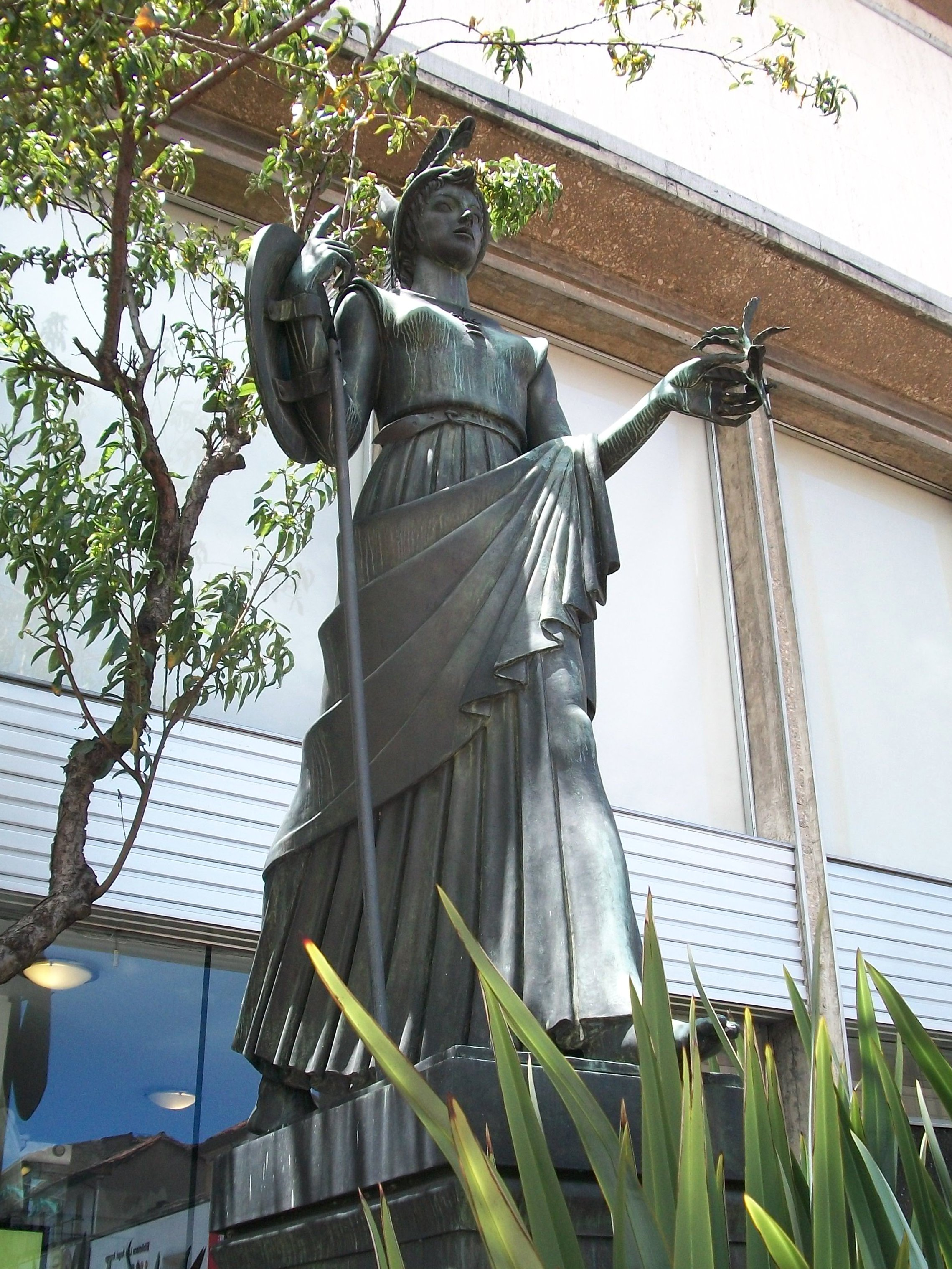
Statue der Minerva, rechts neben dem Eingang zur Bibliothek

- Zwischen 2000 und 2008 wurden die Privatbibliotheken von Juan Gustavo Cobo Borda (Fachgebiet Poesie, ca. 20.000 Exemplare)[3], die Sammlung von Jorge Ortega Torres (Fachgebiet Jura, ca. 40.000 Exemplare), Orlando Fals Borda (Fachgebiet Soziologie)[4], und Pilar Moreno de Ángel (in Zusammenarbeit mit der Eafit-Universität Medellín erworben, ca. 8.000 Exemplare, Fachgebiet Geschichte Kolumbiens und Lateinamerikas, darunter eine Sammlung von mehreren hundert Fotografien aus dem 19. Jahrhundert) durch Kauf oder Schenkung ergänzt, Pilar Moreno de Ángel (erworben in Zusammenarbeit mit der Eafit-Universität Medellín und mit etwa 8.000 Exemplaren, spezialisiert auf die Geschichte Kolumbiens und Lateinamerikas, einschließlich einer Sammlung von mehreren hundert Fotografien aus dem 19. Jahrhundert)[5], Sammlung von Bernardo Ramírez (spezialisiert auf Literatur, mit mehreren Sonderausgaben von Marcel Proust und anderen französischen Autoren) und die Sammlung von Howard Rochester (mit mehr als 10.000 Bänden, spezialisiert auf englische Literatur).
- Das Archiv der Acción Cultural Popular (ACPO), in dem die Dokumentation von mehr als siebenundvierzig Jahren Tätigkeit dieser Einrichtung und von Radio Sutatenza (1947–1994) erfasst ist. Es bietet auch Informationen über die Konzeption, Strukturierung, Umsetzung, Entwicklung und Bewertung des pädagogischen Projekts der Integralen Grundbildung (EFI), das in den Radioschulen, einem kulturellen und pädagogischen Multimedia-Unternehmen von Radio Sutatenza, Gestalt annahm.[6]
- Die Privatbibliothek des Philosophen Nicolás Gómez Dávila: Sie wird von dem Historiker Arnold Toynbee als eine der bedeutendsten Privatbibliotheken der Welt angesehen. Die auf Philosophie und Literatur spezialisierte Sammlung umfasst fast 30.000 Exemplare, die zwischen dem 15. und 20. Jahrhundert veröffentlicht wurden, darunter drei Universal-Inkunabeln, 137 europäische Drucke aus dem 16. Jahrhundert und eine große Anzahl von Büchern aus dem 17., 18. und 19. Jahrhundert, darunter mehrere Erstausgaben in der Originalsprache von Blaise Pascal, Immanuel Kant, Arthur Schopenhauer, Søren Kierkegaard, Friedrich Nietzsche und Karl Marx.
- Das Historische Archiv von Emiliano Díaz del Castillo Zarama: Es enthält etwa 14.000 handschriftliche Dokumente aus der Zeit zwischen 1541 und 1990 (mit 4.000 Manuskripten vor 1902) mit Informationen über die heutigen Territorien Kolumbiens, Venezuelas und Ecuadors. Der Bestand ist besonders reich an historischen Dokumenten aus dem Süden Kolumbiens (Nariño, Cauca und Putumayo) und umfasst außerdem fast 600 Exemplare von Zeitungen aus dem 19. Jahrhundert (meist neue Titel) und 400 amerikanische Drucke aus der Zeit vor 1920. Unter den Manuskripten befinden sich die einzige erhaltene Aufzeichnung der Unabhängigkeitsakte von Cali (3. Juli 1810), das Archiv der Hazienda von Bomboná (Schauplatz der Schlacht von Bomboná 1822), die Korrespondenz von Tomás Cipriano de Mosquera in Iscuandé (ca. 1824–1827), das Manuskript, mit dem sich General Leonardo Canal González 1862 zum Präsidenten der Confederación Granadina erklärte und Pasto zur Hauptstadt der Republik ernannte, sowie zahlreiche koloniale Manuskripte, die sich auf Encomiendas und indigene Kulturen wie die Sindaguas und die Andaquíes beziehen.[7]

### Südblock
Die Bibliothek Luis Ángel Arango verfügt neben ihren bibliografischen und dokumentarischen Sammlungen auch über mehrere Sammlungen, die im südlichen Block dauerhaft ausgestellt sind.

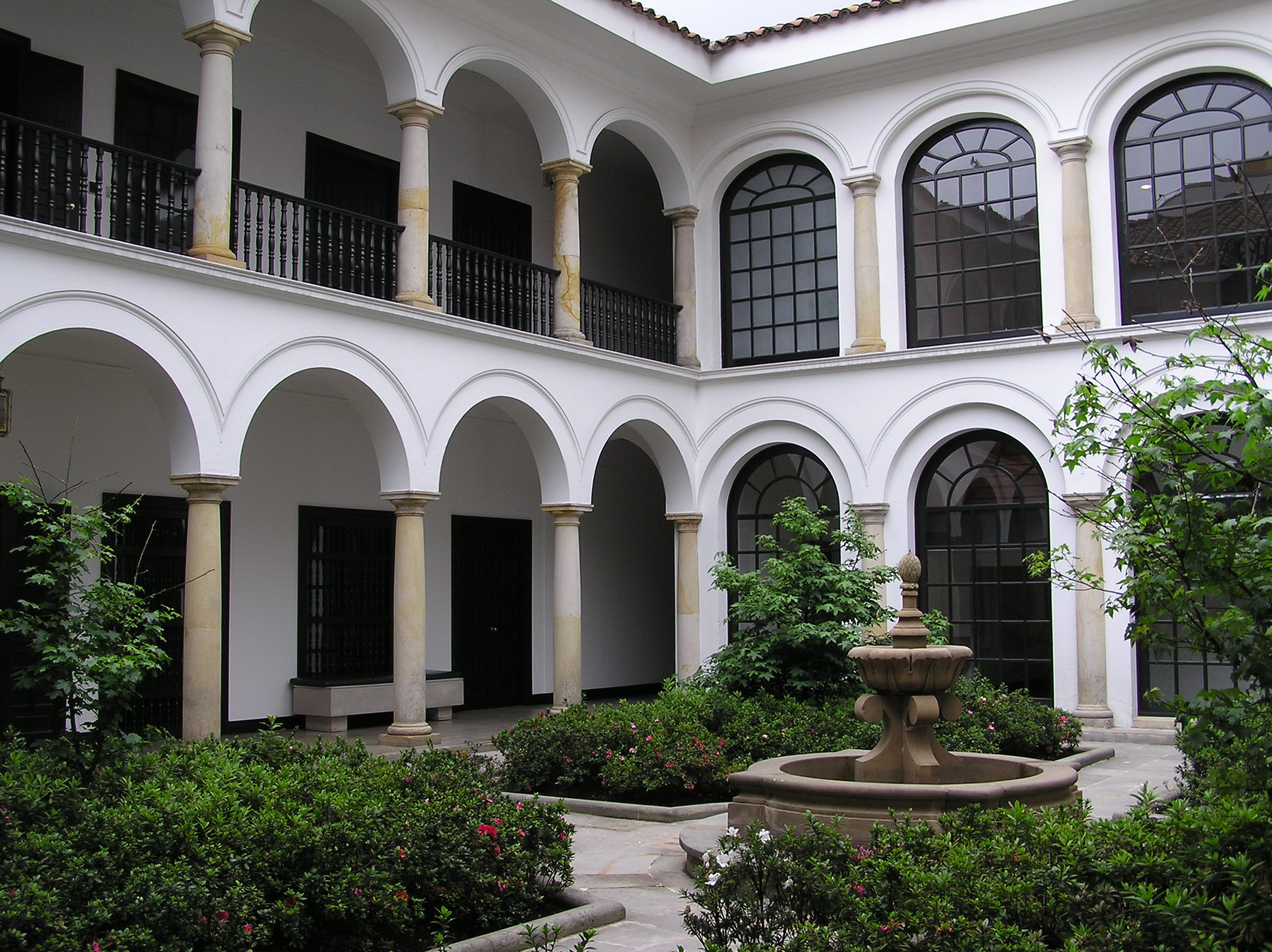
Innenhof des Museo Botero

- Die Casa de Moneda mit ihrer Sammlung von 11.000 Stücken aus der Geschichte der kolumbianischen Numismatik.
- Das Museo Botero, mit einer Sammlung von 87 Werken der Universalkunst und 123 Werken von Fernando Botero selbst. Hervorzuheben sind Werke von Pierre Bonnard, Max Beckmann, Pablo Picasso, Joan Miró, Claude Monet und zahlreichen Avantgarde-Künstlern vom Ende des 19. bis ins 20. Jahrhundert.
- Die Kunstsammlung der Banco de la República, in der kolumbianische, lateinamerikanische und internationale Kunst ausgestellt wird. Zu den bemerkenswerten Werken gehören La Violencia von Alejandro Obregón, Adam und Eva im Garten Eden von Jan Brueghel dem Jüngeren und die Monstranz des Heiligen Ignatius, bekannt als La Lechuga.
- Das Kunstmuseum der Banco de la República, ein 2004 eingeweihtes Gebäude, das mit dem nationalen Architekturpreis 2006 ausgezeichnet wurde.